# Llegando los monos
Llegando los monos es el segundo álbum de estudio del grupo musical argentino Sumo. Fue publicado el 22 de mayo de 1986 por Sony Music. Está considerado como el #22 mejor álbum de la historia del rock argentino por la lista de la revista Rolling Stone.
El disco fue autoproducido por Sumo, con Mario Breuer como operador, aunque Walter Fresco es quien aparece como director artístico. El más grande éxito de este disco fue «Los viejos vinagres», canción que de acuerdo a Luca Prodan fue compuesta intencionalmente con fines comerciales. El álbum fue presentado el 9 de agosto de 1986 en Obras Sanitarias y fue filmado para el home video de 55 minutos titulado Sumo en Obras.

## Lista de canciones
1. «Llegando los monos» (0:35)[3]
2. «El ojo blindado» (2:19)
3. «Estallando desde el océano» (3:39)
4. «TV Caliente» (4:43)
5. «NextWeek» (3:16)
6. «Cinco magníficos» (4:18)
7. «Rollando» (5:20)
8. «Los viejos vinagres» (3:17)
9. «No Good» (4:57)
10. «Heroin» (5:47)
11. «Que me pisen» (4:22)
12. «Llegando los monos» (Reprise) (0:58)

## Integrantes
- Luca Prodan: voz principal y coros, percusiones
- Ricardo Mollo: guitarra principal (eléctrica y sintetizada) y coros
- Germán Daffunchio: guitarra rítmica y coros.
- Roberto Pettinato: saxofones (alto y tenor), acordeón y coros.
- Diego Arnedo: bajo, sintetizador y coros.
- Alberto "Superman" Troglio: batería y caja de ritmos

## Invitados
- Gonzalo "Gonzo" Palacios: saxofón alto en «Los viejos vinagres» y «Que me pisen».
- Alejandro Sokol: batería en «Heroín» ya que la canción fue extraída de Corpiños en la madrugada de 1983, la cual no se incluyó luego en la reedición de 1993.
- Horacio "Chofi" Faruolo: programación de caja de ritmos Yamaha RX-11.